# 823 Sisigambis
A 823 Sisigambis (ideiglenes jelöléssel 1916 ZG) a Naprendszer kisbolygóövében található aszteroida. Max Wolf fedezte fel 1916. március 31-én.